# Ordre de Saint-Jean de Jérusalem en Terre sainte
Pour les articles homonymes, voir Ordre de Saint-Jean de Jérusalem (homonymie) et Ordre de Malte.
L’ordre de Saint-Jean de Jérusalem, présent en Terre sainte jusqu'en 1291, est un ordre religieux qui a existé des environs de l’année 1080, quelques années avant la première croisade (1095-1099), jusque vers 1800 et qui est plus connu sous les noms d’ordre hospitalier de Saint-Jean de Jérusalem, d’ordre de l'Hôpital, d’ordre Hospitalier ou plus simplement des Hospitaliers.
Apparu autour de 1100 à Jérusalem, l'ordre s'installe après 1291 à Chypre et à Rhodes ; expulsé de Rhodes par la conquête turque (début XVIe), l'ordre s'installe à Malte et devient une puissance maritime souveraine. Il est expulsé de Malte en 1798 par Bonaparte et se place sous la protection de Paul Ier de Russie. Mais rapidement se produit une crise qui aboutit à l'éclatement de l'ordre de Saint-Jean de Jérusalem en ordres concurrents.
Durant la première période de son existence, qui dure environ deux siècles, les Hospitaliers jouent un rôle important en Terre sainte, aux côtés des autres forces croisées, notamment l'ordre des Templiers.

## Les origines de l'Ordre

### Lesxenodochiabénédictins (1035–1080)

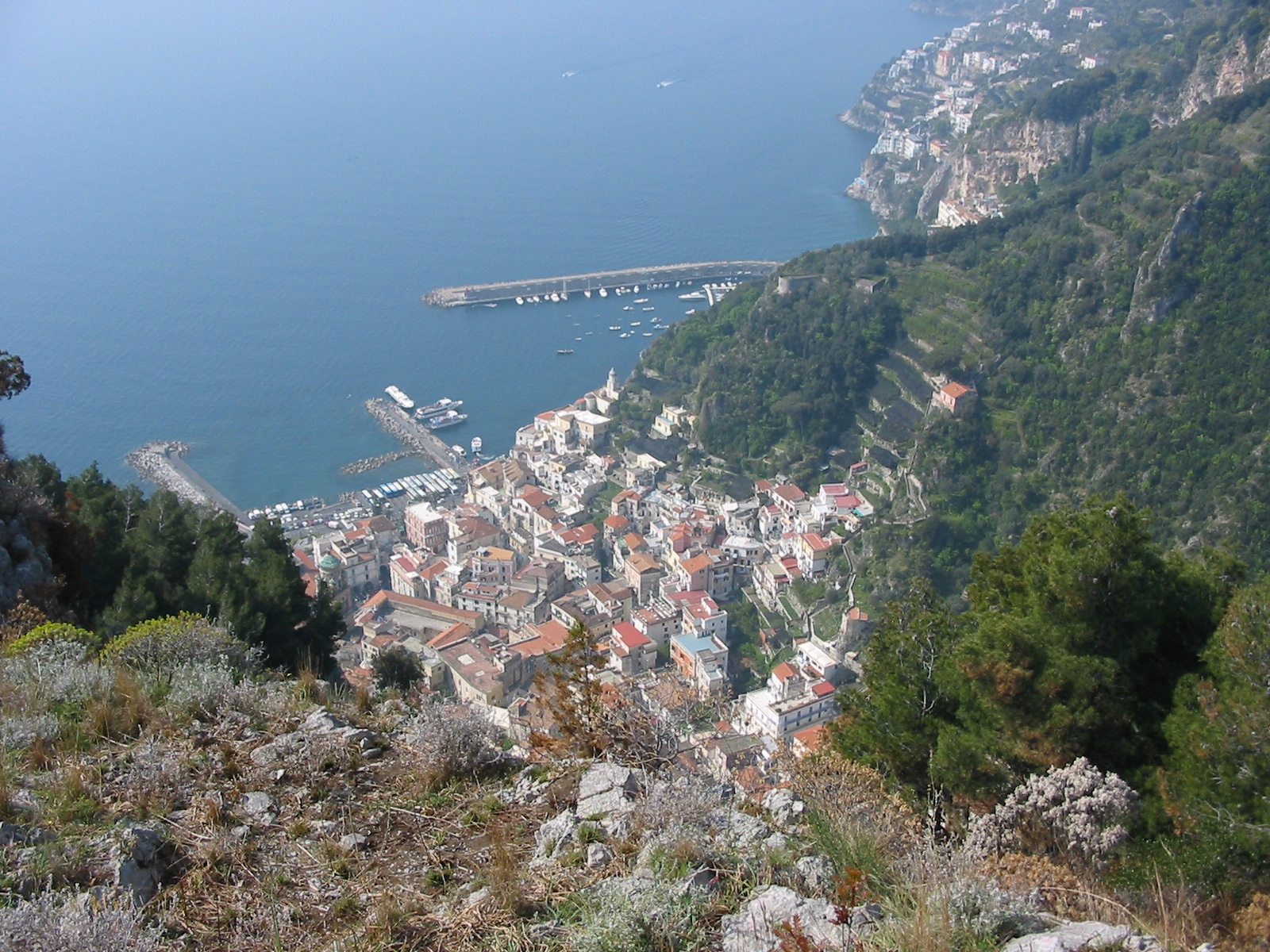
Vue de la ville d'Amalfi

Selon certaines sources, c'est vers 1035 que des marchands d’Amalfi s’introduisent auprès du calife Ma’ad al-Mustansir Billah de la dynastie des Fatimides d’Égypte. Mauro di Pantaleone, le plus influent d'entre eux, obtient de lui « l'autorisation de construire une petite église et une maison pour y loger lorsqu'il venait à Jérusalem ».
Mais, comme Nasir-i-Khusrau, poète et voyageur, décrivant en 1047 la ville de Jérusalem, parle d'« un merveilleux bimaristan qui soigne les malades avec des breuvages magiques et des lotions », mais ne fait pas état des amalfitains, nombre d'historiens situent plutôt entre 1048 et 1070 l'édification ou la restauration du monastère bénédictin de Sainte-Marie-Latine, dans lequel est établi un xenodochion (hôpital en grec, correspondant à un hospice ou une hôtellerie) dédié à saint Jean l'Aumônier, afin de faire face à l’afflux de voyageurs malades.
Ils en confient la gestion à Frère Gérard, avec fonction de recteur et d’administrateur, un « laïc mais rattaché à la communauté bénédictine de Sainte-Marie-Latine, peut-être comme convers. ». Un peu plus tard est établi un couvent féminin dédié à Sainte-Marie-Madeleine, aussi doté d'un hospice confié à l'administration d'une noble dame, Agnès. Le lieu de cette implantation, dans le quartier de la partie chrétienne de la ville, serait celui de la maison de Zacharie, père de Jean Baptiste, où se trouve l'église Saint-Jean-Baptiste.

### L'hospice de frère Gérard (1070-1099)
Sans doute pour prendre ses distances avec les Amalfitains, Frère Gérard, entre 1070 et 1080, fait bâtir un nouveau xenodochium dédié dans un premier temps à Saint-Jean l'Aumônier (certains auteurs envisagent une fondation plus précoce (vers 1060) en se fondant sur la chronologie courte de la chronique d'Aimé du Mont-Cassin).
En 1078-1079, les Seldjoukides s’emparent de Jérusalem et persécutent les chrétiens. Aucun texte n’explique comment les amalfitains ont pu survivre à ces persécutions ; l’historien Alain Bletjens explique cela par le fait que Zacharie étant considéré par les mahométans comme un prophète (secondaire), le lieu a bénéficié d'un certain respect de leur part.

### La prise de Jérusalem par les Croisés (1099)

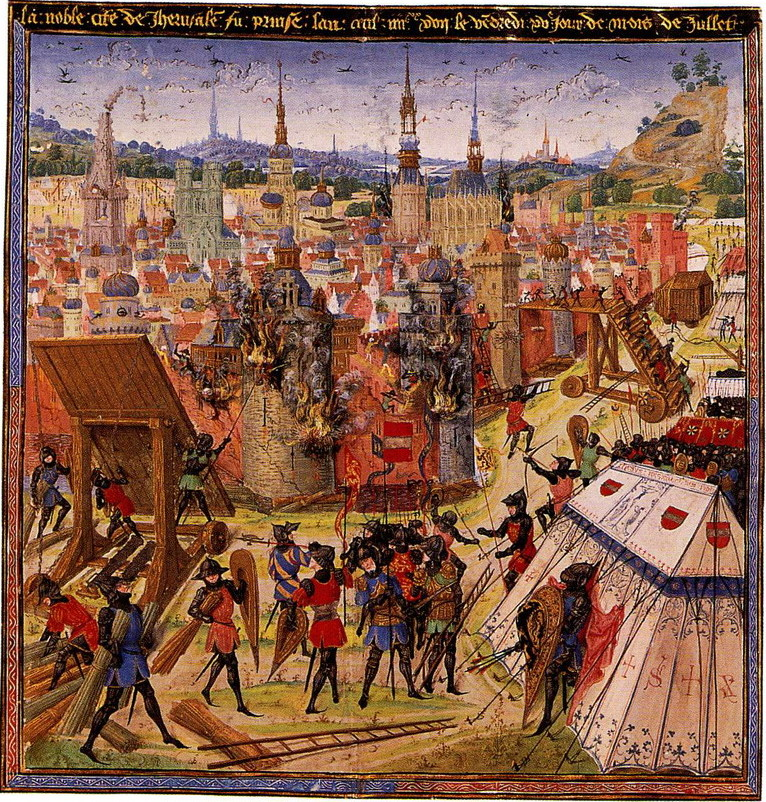
La bataille de Jérusalem

Face à la menace seldjoukide, Alexis Ier Comnène, empereur chrétien d’Orient, demande l’aide du pape Urbain II qui au concile de Clermont prêche aux chrétiens de se croiser pour délivrer les lieux saints. Bien que les Fatimides reprennent Jérusalem aux Seldjoukides en 1098, cela n'empêche pas la Croisade de se poursuivre. En 1099, les Croisés établissent le siège de Jérusalem (7 juin 1099).
Au début du siège, Gérard, un des rares chrétiens de Jérusalem, est accusé par les Sarrazins de complicité avec les assiégeants, il est torturé mais non exécuté. Des textes hagiographiques racontent qu'il est accusé de jeter du haut des fortifications de Jérusalem des miches de pain aux assiégeants. Reproduisant ses gestes devant les autorités, les miches de pain se transforment miraculeusement en pierres, ce qui vaudra la vie sauve à Gérard. Il est autorisé à retourner lapider les croisés avec ... des miches de pain.
Les croisés finissent par prendre Jérusalem d'assaut (15 juillet 1099) et désignent Godefroy de Bouillon pour être Advocatus Sancti Sepuchri. Après sa mort en 1100, son frère Baudoin (comte d'Édesse) lui succède et se fait couronner roi de Jérusalem.

### De l’hospice à la congrégation (1099–1120)
Pour services rendus, Godefroy concède aux « moines noirs » de Gérard un certain nombre de biens : le casal (village fortifié) de Hessilia en Palestine et son fief de Montboon en Brabant ainsi que deux fours banaux. C'est dans cette période suivant la prise de Jérusalem qu'a lieu la séparation formelle de l'hôpital de Gérard d'avec le couvent bénédictin de Sainte-Marie-Latine, et que le patronage passe de Saint-Jean l'Aumônier à Saint-Jean Baptiste.
La reconnaissance officielle de l'Église vient le 13 février 1113 par la bulle Pie postulatio voluntatis fulminée par le pape Pascal II « [nous] prescrivons que cette hôtellerie, véritable Maison de Dieu, demeure à la fois sous la tutelle du Siège apostolique et sous la protection de saint Pierre ». Cette promulgation fait de l’Hospital de Jérusalem, une congrégation — il n’est pas encore possible de parler d’ordre Hospitalier. Cette bulle papale précise que tous les biens, charges ou possessions de l’Hostellerie lui sont définitivement acquis et que son supérieur, le frère Gérard, garde le droit de désigner de façon indépendante et autonome ses successeurs ; que l'hostellerie de Jérusalem avait exemption de paiement de la dîme sur ses biens et droit à perception sur les terres d'autrui. De plus le pape impose, en plus des vœux de pauvreté, obéissance et chasteté, un quatrième vœu, celui d'hospitalité.
Le frère Gérard meurt le 3 septembre 1120. Les historiens sont partagés à propos de sa succession. Il est communément admis que le deuxième supérieur de l'hostellerie de Jérusalem est Raymond du Puy, nommé ou élu supérieur dès 1120, d'autres, tel Alain Bletjens, font état de l'intérim de frère Roger (peut-être précédé d'un autre intérim par Pierre de Barcelone). Ce ne serait qu'en 1123 que Raymond du Puy serait élu comme supérieur.

### La confraternité de l’Hôpital (1120–1158)

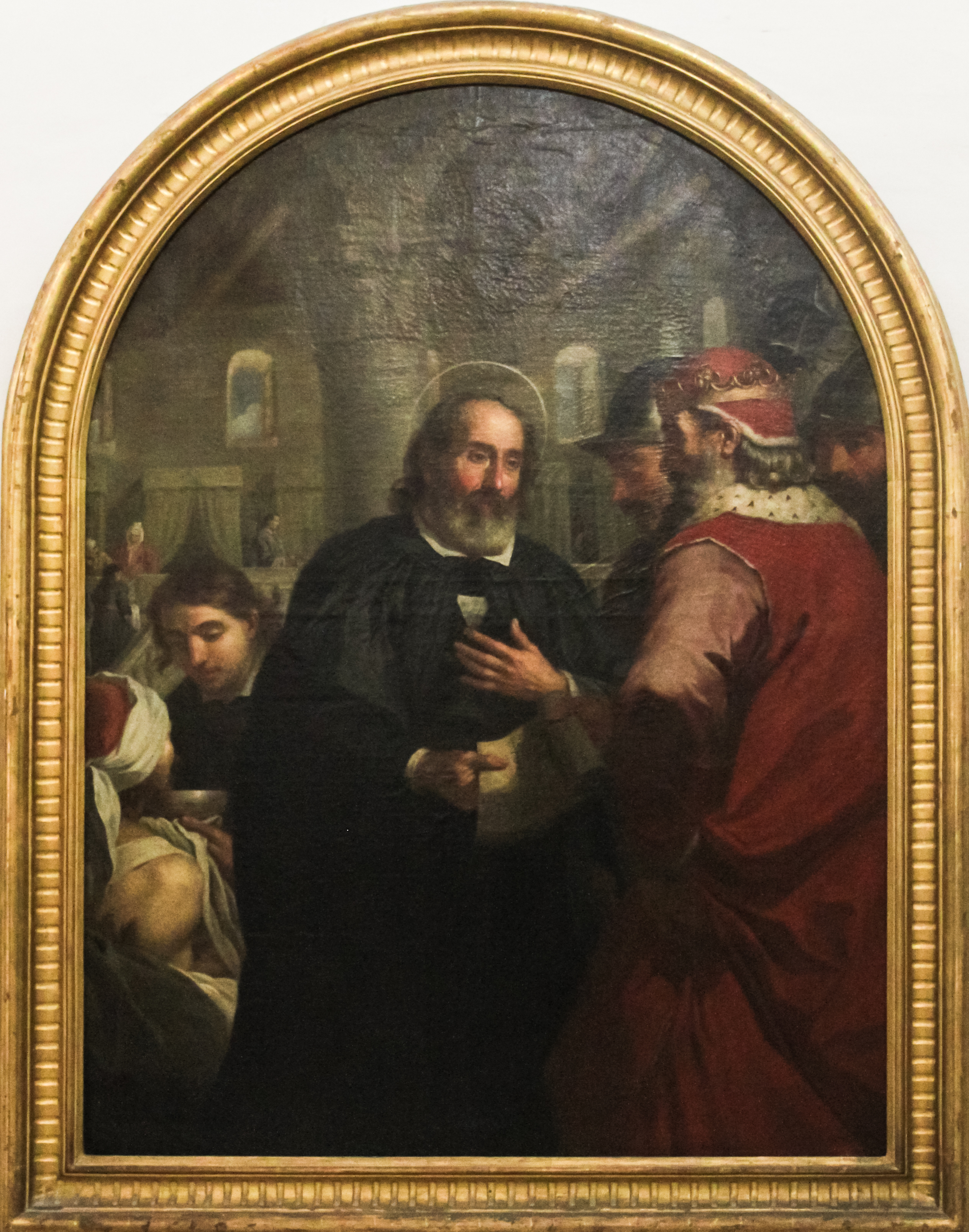
Frère Gérard reçoit Godefroy de Bouillon par Antoine Favray

Vers 1130, Raymond du Puy aurait rédigé en latin une première règle sur le modèle de celle de saint Augustin, qui est la règle la plus communautaire, insistant plus sur le partage que sur le détachement, sur la communion que sur la chasteté et sur l'harmonie que sur l'obéissance. Elle comporte dix-neuf chapitres :
- Comment les frères doivent faire leur profession
- Les droits auxquels les frères peuvent prétendre
- Du comportement des frères, du service des églises, de la réception des malades
- Comment les frères doivent se comporter à l'extérieur
- Qui doit collecter les aumônes et comment
- De la recette provenant d'aumônes et des labours des maisons
- Quels sont les frères qui peuvent aller prêcher et de quelle manière
- Des draps et de la nourriture des frères
- Des frères qui commettent le péché de fornication
- des frères qui se battent avec d'autres frères et leur portent des coups
- Du silence des frères
- Des frères qui se conduisent mal
- Des frères trouvés en possession de biens propres
- Des offices que l'on doit célébrer pour les frères défunts
- Comment les statuts, dont il est question ci-dessus, doivent être rigoureusement observés
- Comment les seigneurs malades doivent être accueillis et servis
- De quelle manière les frères peuvent corriger d'autres frères
- Comment un frère doit accuser un autre frère
- Les frères doivent porter sur leur poitrine le signe de la croix

Cette règle établit clairement trois choses : il s'agit bien une règle monastique ; elle parle par deux fois de l'accueil des malades et elle fixe comme signe distinctif des frères hospitaliers celui des croisés (la croix sur la poitrine ; pour les Hospitaliers, une croix blanche sur une chasuble noire).
La date de l'approbation de la règle par le pape Eugène III n'est pas connue avec exactitude, mais les historiens la fixent avant 1159. À partir de là, il est possible de parler de la fraternité de l’Hôpital : « C'est la convergence entre la mise en place des premières structures administratives régionales et l'élaboration de la règle par le maître Raymond du Puy et son approbation par le pape Eugène III au milieu du XIIe siècle qui permettent de dire que, alors et alors seulement, l'Hôpital est devenu un ordre. ».
Un nouvel ordre est né, l'ordre Hospitalier de Saint-Jean de Jérusalem.

## Les «moines-soldats»
Depuis la prise de Jérusalem, une paix précaire existe en Palestine. Des bandes de « grands ou petits chemins », des incursions sarrasines font régner une insécurité constante. Une grande partie des croisés sont repartis chez eux après la conquête ; il reste quelques chevaliers et une soldatesque trop souvent limitée aux villes, les déplacements entre villes doivent s'effectuer en groupe. L'augmentation des dispensaires et leur dispersion étaient un problème pour les pèlerins malades et pour les Hospitaliers.

### Les débuts des Templiers (1118–1129)

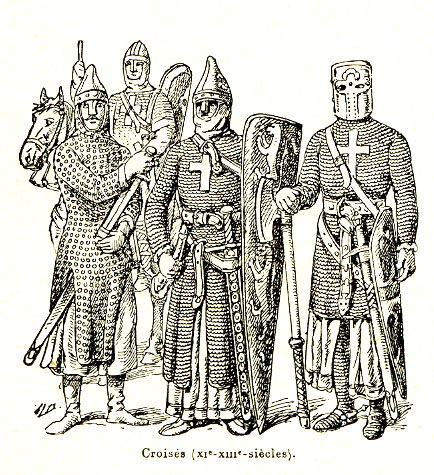
Croisés

Suivant Guillaume de Tyr, c'est un baron champenois, Hugues de Payns, qui propose à Baudouin II de Jérusalem la création d'une communauté des « Pauvres Chevaliers du Christ » pour assurer la sécurité des routes. Lors du concile de Naplouse, en 1120, ces « chanoines-chevaliers » sont invités à reprendre les armes.
La nouvelle confrérie est installée par Baudouin et Gormond de Picquigny, patriarche de Jérusalem, à l'emplacement de l'ancienne mosquée al-Aqsa, considéré comme l'emplacement du temple de Salomon : de là leur nom de milites Templi, « chevaliers du Temple », « Templiers ».

Très vite ces « chevaliers », qui prononcent les vœux d'obéissance, de pauvreté et de chasteté, mais qui combattent les armes à la main les Sarrazins, posent problème au regard des principes de l'Église : ils sont en état de péché en tuant des ennemis même si ceux-ci sont « infidèles ». Hugues de Payns fait appel à l'abbé de Clairvaux, un sien parent, pour intercéder auprès du pape. Bernard de Clairvaux compose De laude novae militiae (« Éloge de la nouvelle chevalerie ») dans laquelle il développe l'idée de « malicide » (malicidium) : en fait ce n'est pas un homme que tueraient les « moines-soldats » mais le mal qui est en cet homme, il n'y aurait donc pas homicide mais malicide. Hugues reprend ses propos dans sa lettre De Christi militibus (« Les chevaliers du Christ ») qu'il soumet au concile de Troyes en janvier 1129 : celui-ci donne son approbation au nouvel ordre. 

### Les chevaliers de l'ordre de Saint-Jean (1137–1205)

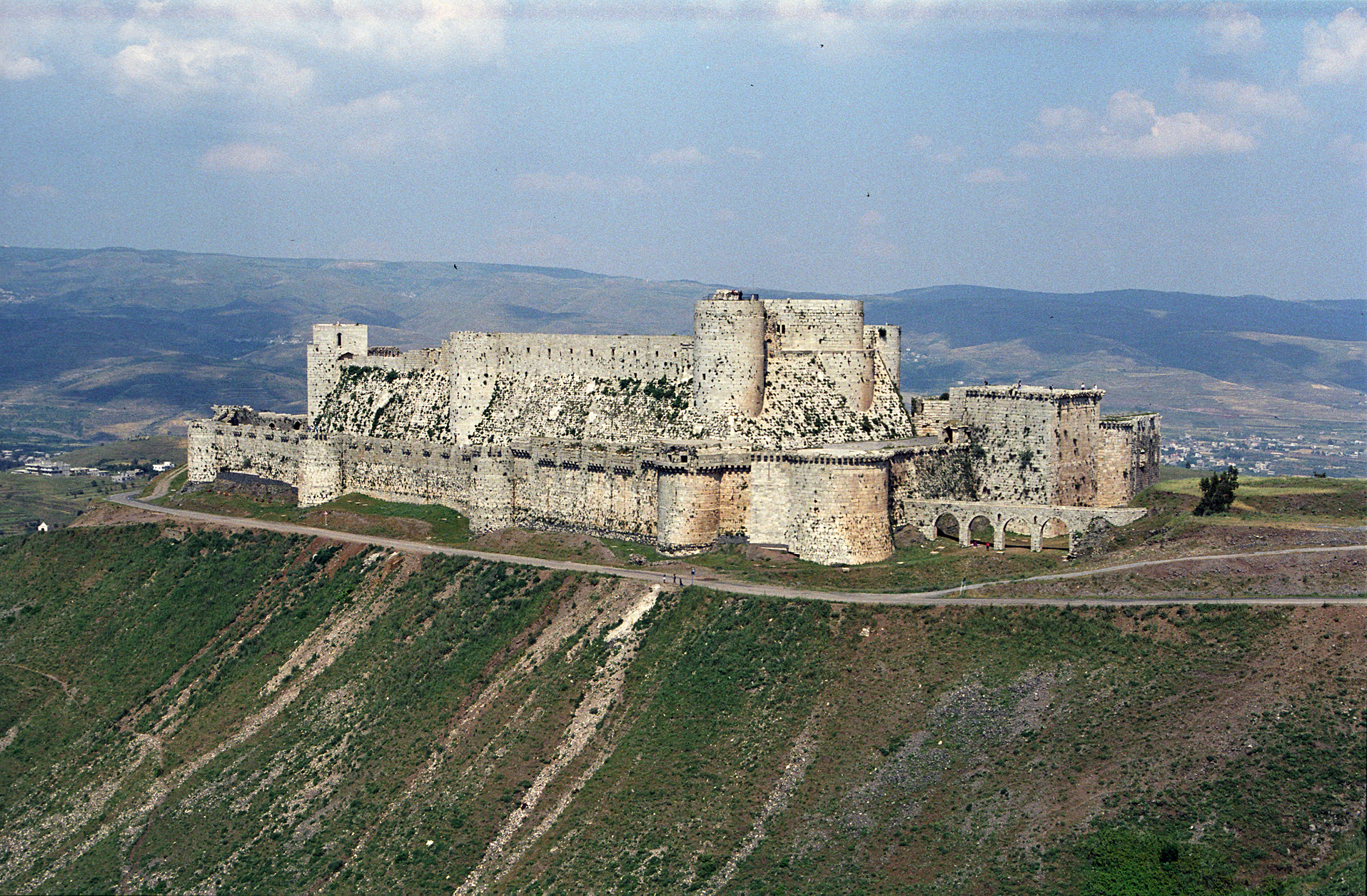
Le Krak des Chevaliers.

Le processus faisant passer d'une congrégation à un ordre militaire comporte deux phases.

#### Le début de la militarisation de l'Hôpital (milieu duXIIesiècle)
Le pavillon

Drapeau de l'ordre

Dans le même temps où Raymond du Puy, le supérieur de l'Ordre, écrit la règle de l'Ordre et la transmet à Rome, il propose l'adoption d'une bannière « de gueules à la croix latine d'argent » (rouge à croix blanche). Ce serait en 1130 que le pape Innocent II l'approuve. Elle flotte dès lors sur toutes les possessions de l'Ordre. Ce serait l'ancêtre de tout ce qui deviendra les pavillons nationaux.
Les frères d'armes
Nécessité faisant loi, Raymond du Puy ajoute un nouveau vœu à sa règle, le secours, la défense des pèlerins et de la religion sans faire état d'un statut de « moines-soldats ». Il organise alors l'Ordre en trois classes plus fonctionnelle que sociale à la différence des Templiers :
- ceux qui par naissance avaient tenu ou étaient destinés à tenir les armes : frères d'armes (chevaliers et sergents) ;
- les prêtres et les chapelains destinés à assurer l'aumônerie : frères prêtre ou chapelain;
- enfin, les autres frères servants destinés à assurer le service : frères d'offices.

Chacune de ses catégories relevant (d'après les statuts de 1301) d'un bailli conventuel ou assimilé, respectivement du maréchal, du grand commandeur et du grand prieur (à l’exception, à partir des statuts de 1304, des frères malades qui obéiront alors à l'Hospitalier).
Mais de quelque classe qu'il soit, l'Hospitalier se devait au service du malade. À leur tour, les Templiers et à leur suite, les Teutoniques adoptent cette organisation hiérarchique exception faite de l'entretien des malades.
Les forteresses
Le rôle militaire des Hospitaliers commence vraiment en 1137 lorsque Foulques I, roi de Jérusalem, leur cède le château de Bath-Gibelin à l'est de Gaza. Ils construisent en 1140 Margat au nord de Tripoli et la même année, achètent Belvoir au nord de Naplouse. Puis ils prennent possession de Sare, de Chastel Rouge, de Gibelacar, de Belmont et font construire des forteresses à Jérusalem, Saint-Jean-d'Acre, Tortosa et Antioche. En 1142, Raymond II, comte de Tripoli, leur cède la forteresse d'Homs et surtout le Krak des Chevaliers ainsi que toutes les terres perdues dans les années précédentes, à charge pour eux de les reconquérir.
Les soldats
Un premier engagement de mercenaire en 1139/1143 est mentionné dans la bulle Quam amabilis Deo d'Innocent II.
« L'ordre s'engage dans des opérations militaires par les combattants qu'il fournit, mercenaires ou vassaux » vers 1150 (au cours du siège d’Ascalon en 1153 d’après Alan Forey voire à Banyase en 1157 ou lors de la coalition contre Alep en 1159).
Postérieurement à 1130, date de la première militarisation d'un ordre religieux pour les Templiers en 1129 au concile de Troyes et la « reconnaissance de l'expérience militaire du Temple », « L'Hôpital, seigneur ecclésiastique largement possessionné en Orient, a pu mobiliser des vassaux et payer des hommes d'armes pour participer aux opérations militaires ordonnées par le roi de Jérusalem, le prince d'Antioche et le comte de Tripoli. »
Entre 1150 et 1170, la présence de frères d'armes (chevaliers ou non) de l'Ordre et pas seulement des « combattants entretenus » par l'Ordre est constatée. Mais ils sont encore « loin de constituer la part importante des effectifs militaires que l'ordre peut aligner ; et de toute façon l'expression « frère d'arme » n'est toujours pas documentée. »

#### Un ordre religieux et militaire (fin duXIIesiècle)
C'est seulement à partir de 1169 qu'on peut faire état pour la première fois de la présence d'un maréchal (chef de guerre) hospitalier (mais officialisé dans les statuts de Margat qu'en 1204/1206).
Roger de Moulins (1177-1187), huitième supérieur de l'Ordre, fait accepter par le chapitre général de 1181, le fait de recouvrir d'un drap rouge à croix blanche le cercueil des membres de l'Ordre. Enfin, le 14 mars 1182 sont promulgués les statuts de Roger de Moulins où pour la première fois est fait mention dans un texte des frères d'armes : « C'est à cette date donc que l'ordre est devenu, en droit, un ordre religieux-militaire. »
L’Église proteste contre cette militarisation de l'ordre de Saint-Jean et ne veut voir dans les Hospitaliers, justement, que des hospitaliers. Le concile de Troyes n'a entériné le statut de « chevalier du Christ » que pour l'ordre du Temple mais d'aucune façon il n'a été question de l'ordre de Saint-Jean de Jérusalem d'avoir dans ces rangs des « moines-soldats ». Ni la règle de Raymond du Puy vers 1130, ni celle de Roger de Moulins en 1182, ne font état d'un quelconque statut de chevalier tout au plus de frères d'armes. Mais après la bataille de Hattin, en 1187, l'Église reconnaît en eux le meilleur rempart de la chrétienté, comme Saladin a reconnu en eux ses pires ennemis. Le statut de chevalier n'est confirmé, qu'en 1205 dans la forteresse de Margat, lors du chapitre général de l'Ordre qui se tient sous le magistère d'Alphonse de Portugal.

### Le début des chevaliers Teutoniques (1190–1199)
Lors de la troisième croisade, Frédéric Barberousse est à la tête d'une armée conséquente de chevaliers allemands, mais il se noie le 10 juin 1190 en Anatolie en traversant le Saleph. Une partie de l'armée rentre en Europe, mais beaucoup de chevaliers restent sous les ordres de son fils, Frédéric de Souabe et rejoignent après un passage à Antioche les croisés français et anglais à Saint-Jean-d’Acre. Après la fin de la Croisade (traité de paix avec Saladin le 2 septembre 1192), les Allemands qui restent en Terre sainte s'associent avec des Hospitaliers de même origine pour former l’ordre Teutonique.
En effet, durant cette croisade, au cours du siège de Saint-Jean-d'Acre, des bourgeois de Brême et de Lübeck ont formé une communauté hospitalière qu'ils ont nommée « maison de l'hôpital des Allemands de Sainte Marie de Jérusalem » (Domus hospitalis Sancte Marie Theutonicorum Hierosolomitani) en référence au premier hôpital allemand construit à Jérusalem au début du XIIe siècle. Cette communauté hospitalière, fondée en 1190 et installée à Acre après la prise de la ville (13 juillet 1191), est militarisée en 1198, en tant que confrérie chevaleresque vouée à la protection des pèlerins en Terre Sainte et l'ordre est reconnu par Innocent III en 1199.

## L'ordre de Saint-Jean jusqu'à la chute de Jérusalem (1187)

### Les supérieurs de l'ordre
Durant cette période, les successions sont rapides après les trente-cinq ans de magistère de Raymond du Puy (1120 ou 1123–1158) : Auger de Balben (1160–1162) tient la fonction moins de trois ans et Arnaud de Comps (1162 à 1163), moins de deux. Gilbert d'Aissailly (1163–1170) est le premier à se désister en faisant nommer son successeur Caste de Murols (1170–1172), ancien trésorier de l'Ordre. Il nomme aussi aux fonctions de précepteur de l'Ordre, Pons-Blan, qui visait la magistrature suprême. Celui-ci conteste alors en vain à Gilbert d'Assailly le droit de se démettre.
Après Joubert de Syrie (1172-1177), Roger de Moulins (1177-1187) est le huitième supérieur des Hospitaliers ; lui succèdent Guillaume Borrel (1187), puis Hermangard d'Asp (1188-1190), à l'époque où Saladin réussit à reprendre Jérusalem (octobre 1187) après une offensive spectaculaire.

### Hospitaliers et Templiers en Terre Sainte
La présence franque en Terre sainte n'est qu'une suite de combats et d'escarmouches pour ces « moines-soldats ». Ils doivent être prêts à chaque instant pour le service, et pour cette raison, sont dispensés de faire carême. Les deux ordres ont dû apprendre à cohabiter. Leurs intérêts sont les mêmes et ils se trouvent souvent en concurrence. Malgré cette rivalité, ils s'entraident dans l'adversité. Ils joignent souvent leurs forces dans les combats. Un frère ou un chevalier exclu d'un ordre ne peut accéder à l'autre.
Comme les Templiers, les Hospitaliers vont prendre de plus en plus d'importance sur le plan politique et s'investir dans l'organisation des États latins d'Orient (Comté d'Édesse, Principauté d'Antioche, Royaume de Jérusalem et Comté de Tripoli). Relevant directement du pape, donc indépendants des pouvoirs religieux locaux (évêques, patriarches), les Hospitaliers le sont aussi par rapport à ces pouvoirs féodaux. « Église dans l'Église », ils sont aussi un « État dans l'État ». Malgré tout, si le militaire finit par prendre le pas sur le religieux, les Hospitaliers n'ont jamais abandonné leur rôle vis-à-vis des pèlerins.

### Les grands événements de la période
En 1144, la perte d'Edesse est à l'origine de la deuxième croisade.
En 1153 la victoire conjointe, à Ascalon, de Baudouin III et de Raymond du Puy avec ses chevaliers de Saint-Jean, apporte quelque répit en Orient. C'est le moment que choisit le pape Eugène III pour confirmer à Raymond du Puy les règles de l'Ordre que ce dernier avait écrites vingt ans plus tôt.
En 1162, la succession de Baudouin III au trône de Jérusalem pose des problèmes. Le troisième supérieur de l'ordre, Auger de Balben, intervient à de nombreuses reprises pour désamorcer les intrigues et les querelles qui affaiblissent les états d'Orient, permettant l'avènement d'Amaury I.

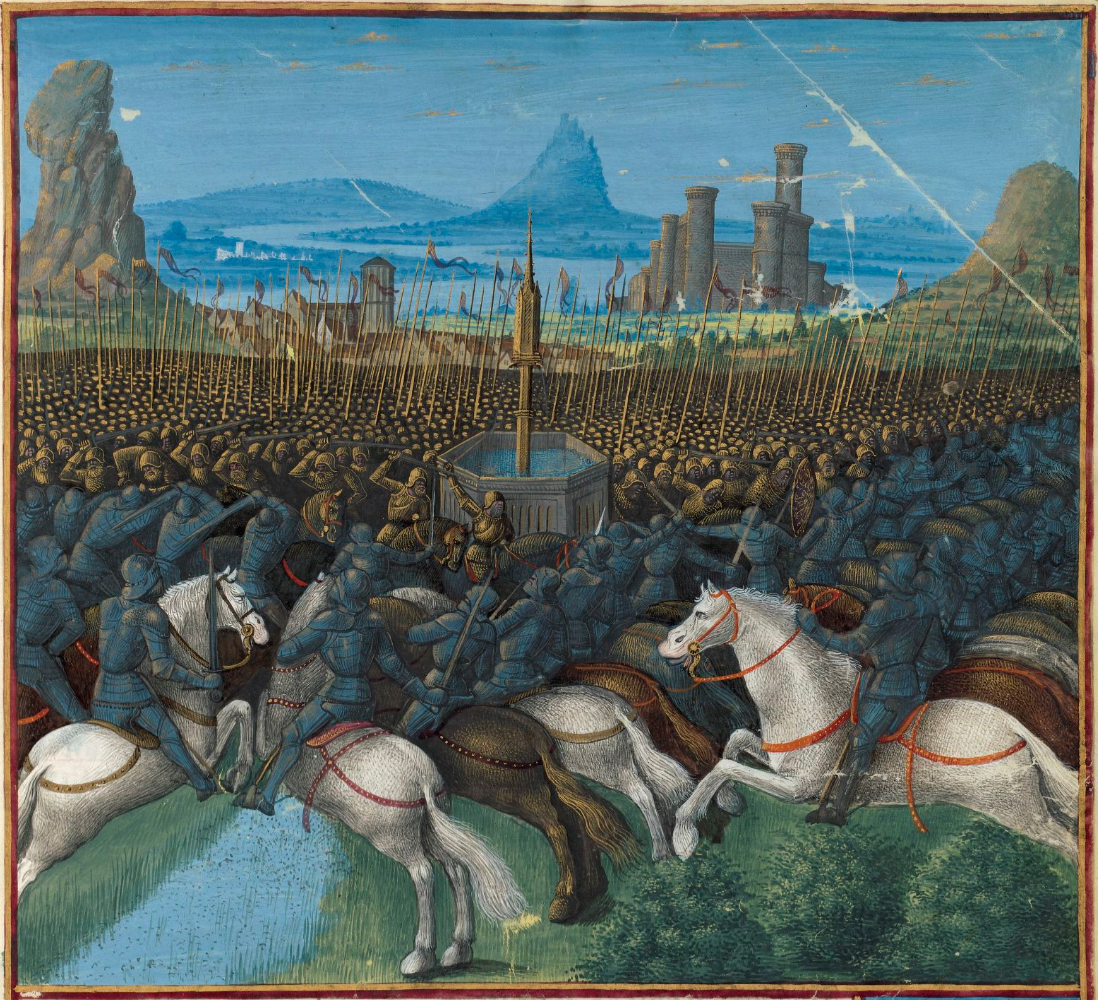
La bataille de Hattin

Dans les années 1180, l'ordre participe aussi aux actions contre Nur ad-Din, puis Saladin. Renaud de Châtillon, prince d'Antioche, puis, après un emprisonnement de 16 ans par Nur ad-Din à Alep, seigneur d'Outre-Jourdain, va mettre le feu aux poudres dans tout le royaume d'Orient. Après de multiples razzias, en 1182, il monte une expédition en mer Rouge, pille les ports du Hedjaz et menace les villes saintes de l'Islam, La Mecque et Médine, sacrilège aux yeux des croyants. Saladin (Salâh ad-Din), neveu de l'émir kurde Shirkuh, s'empare d'Alep en 1183, réalisant l'unité syro-égyptienne.
Le 1er mai 1187, Saladin affronte les Francs à Cresson près de Nazareth ; le grand maître Roger de Moulins y trouve la mort à la suite d'une blessure de lance. Les 3, 4 et 5 juillet, à la bataille de Hattin, Saladin capture, entre autres, Guy de Lusignan et Gérard de Ridefort, maître de l'ordre du Temple, décapite devant sa tente Chatillon et à Damas près de 300 chevaliers Templiers et Hospitaliers seuls survivants des combats sur un total d'environ 1 200 chevaliers. Le 2 octobre, Saladin s'empare de Jérusalem ; il autorise le départ de la population à l'exception de dix Hospitaliers qui restent un an de plus pour soigner les blessés.
Les Hospitaliers se replient alors sur le Krak et sur Margat. Compte tenu de cette situation critique, le nouveau supérieur de l'Ordre, Hermangard d'Asp n'est élu qu'en 1188.

## La fin des États latins (1190–1291)

### Supérieurs et Grands Maîtres
Les supérieurs de l'ordre durant cette période sont : Hermangard d'Asp (1188-1190), Garnier de Naplouse (1190–1192), Geoffroy de Donjon (1192-1202), Pierre de Mirmande (intérim 1202-1203), Alphonse de Portugal (1202-1206), Geoffroy le Rat (1206-1207), Garin de Montaigu (1207-1228), Bertrand de Thessy (1228-1231), Guérin Lebrun (1231-1236), Bertrand de Comps (1236-1240), Pierre de Vieille-Bride (1240-1244), Guillaume de Chateauneuf (1244-1258), Jean de Ronay (intérim 1244-1250), Hugues Revel (1259-1277).
Le titre de « grand maître » est accordé au supérieur de l'Ordre par un bref du pape Clément IV en 1267. Il est élu à vie, dans les trois jours de la mort de son prédécesseur, par tous les chevaliers résidant au couvent depuis au moins trois ans, ayant effectué au moins trois « caravanes » (expéditions) contre les infidèles et âgés de plus de 18 ans. Le premier à en bénéficier est donc Hugues de Revel, auquel succèdent Nicolas Lorgne (1277-1284) et Jean de Villiers (1284-1294).

### Les croisades duXIIIesiècle
Le successeur Hermangard d'Asp, Garnier de Naplouse (1190–1192) dit le « Chevalier courtois », participe, lors de la troisième croisade (1189-1192), à la reprise d'Acre le 11 juillet 1191, aux côtés des franco-anglais de Philippe Auguste et Richard Cœur de Lion. La Chronique d'Amboise précise que les Hospitaliers disposaient de machines de guerre qui « font des coups qui plaisent bien à tous ». La même chronique rapporte les souvenirs du chevalier hospitalier Roman de Bruges qui, s'étant lancé avec une telle ardeur qu'il dépasse toutes les troupes et rattrapé par Garnier de Naplouse, celui-ci lui ordonne de rentrer à pied au camp « Descendez de votre cheval et apprenez comment vous devez observer votre ordre ». La troisième croisade ne permet cependant la reconquête que d'une mince bande de terre littorale.

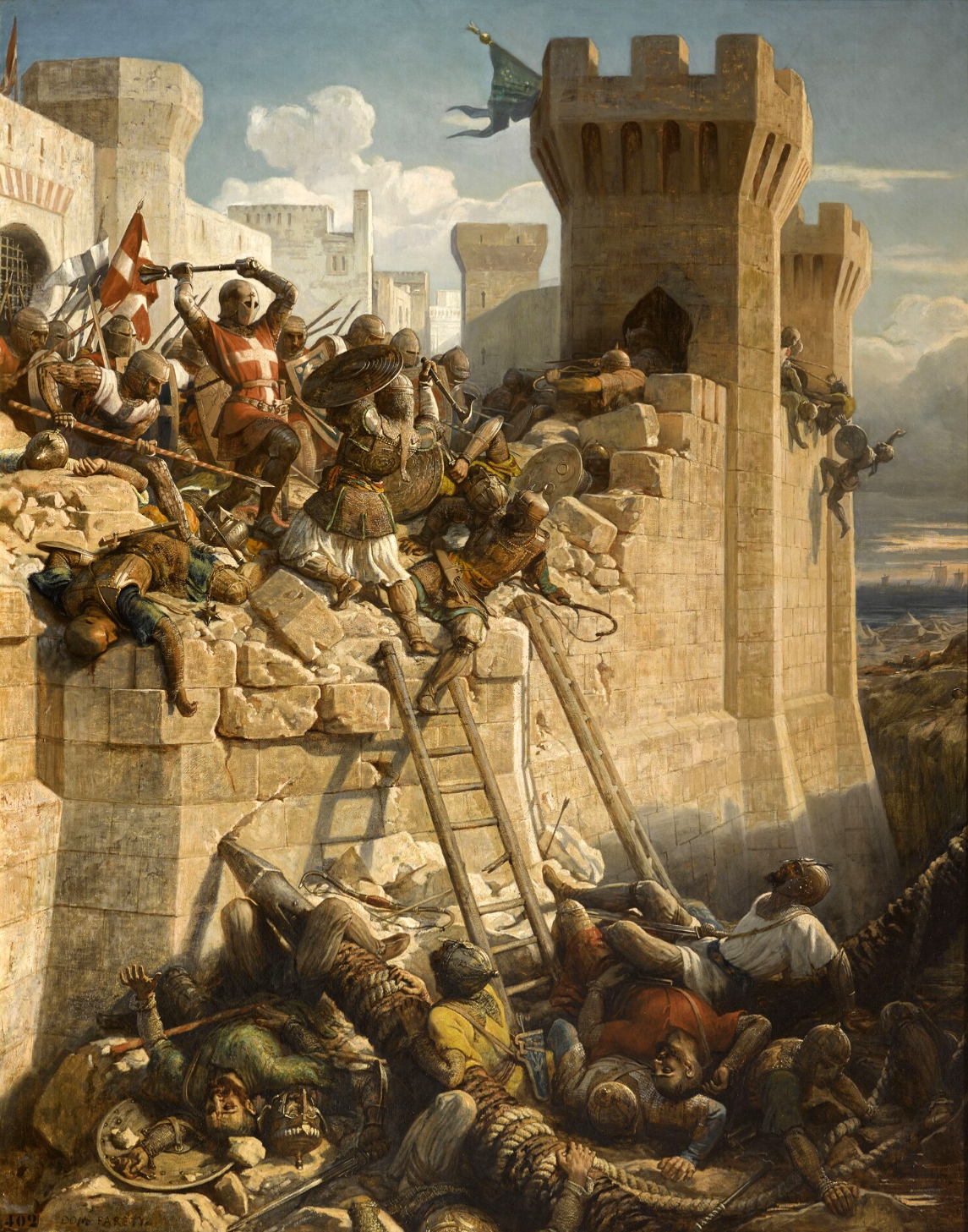
Le Siège de Saint-Jean-d'Acre (1291)

Jean de Brienne, nommé roi de Jérusalem en 1210, mène la cinquième croisade (1217-1221) avec l'aide des Hospitaliers de Garin de Montaigu (1207-1227/28) avant d'abandonner son trône pour celui de Constantinople. Frédéric II ayant promis au légat du pape Pélage Galvani des troupes pour cette croisade, le nouveau supérieur de l'ordre Bertrand de Thessy (1228–1231), accompagné du prieur de Saint-Gilles, Bertrand de Barres, rappelle ses promesses à l'empereur, mais en vain. Quelques mois plus tard, le pape Grégoire IX ordonne par une bulle à tous les patriarches et prélats de la Chrétienté d'excommunier tous ceux qui s'opposeraient à la personne et aux biens des Hospitaliers.
Le successeur de Thessy, Guérin Lebrun (1231–1236), est resté longtemps un inconnu des listes des supérieurs de l'ordre, jusqu'à ce qu'il soit identifié par J. Raybaud au début du XXe siècle. Certains auteurs pensent qu'il fut fait prisonnier lors de la bataille de Corasmin, où fut tué le grand maître de Templiers, et emmené en Égypte où il mourut sans avoir été racheté.
La septième croisade (1248-1249) dirigée par Louis IX (saint Louis) mène au désastre de Mansoura et à la captivité du roi et du supérieur de l'Ordre Guillaume de Chateauneuf (1244–1258). Ils sont libérés le 6 avril 1250 contre paiement d'une rançon. Saint Louis laisse la défense de la Palestine aux Hospitaliers encouragés par le pape Innocent IV qui confirme tous leurs privilèges.

### La lutte contre les Mamelouks (1256-1291)
Entre 1256 et 1268, le sultan mamelouk Baybars, enlève Césarée, Arsuf, Saphet (forteresse des Templiers), Jaffa, Beaufort (aux Templiers) et Antioche.
La huitième croisade (1270) ayant pris le chemin de Tunis et non d'Acre, Baybars reprend les armes et enlève aux Templiers Chastel Blanc et aux Hospitaliers le krak des Chevaliers. Le prince Édouard d'Angleterre, futur Édouard Ier, négocie une trêve de dix ans en 1272. Baybars et le grand maître Hugues Revel (1259-1277) meurent la même année avant la fin de la trêve ; son successeur, le grand maître Nicolas Lorgne (1277 ou 1278–1284), perd Margat lors de la reprise des hostilités.

### La chute d'Acre et le repli de l'ordre à Chypre (1291)
C'est le grand maître Jean de Villiers (1284–1294) qui doit faire face aux forces considérables (plus de 200 000 hommes) que le nouveau sultan d'Égypte, Al-Ashraf Khalil, mobilise pour la prise d'Acre. En mai 1291, la ville compte 35 000 habitants dont 14 000 combattants et 800 chevaliers après le départ pour Chypre d'une partie de la population et des combattants hors d'état de combattre, de Villiers et Guillaume de Beaujeu, grand maître des Templiers, ne disposent que de trois cents chevaliers et 4 000 combattants pour soutenir le siège. De Villiers et de Beaujeu livrent un dur combat pendant dix jours pendant lesquels de Villiers est grièvement blessé et de Beaujeu tué. Le 28 mai 1291, la citadelle tombe ne laissant en vie que sept Hospitaliers et dix Templiers. Les dernières places fortes de Tyr, Sidon et Tartous sont évacuées sans combat.
En se regroupant autour de Jean de Villiers dans leurs commanderies de Chypre, notamment à Kolossi, les Hospitaliers forment l'espoir de reconquérir la Terre sainte. Ils mettent alors sur pieds une nouvelle organisation tout en devenant une nouvelle puissance navale en Méditerranée orientale. Entre 1307 et 1310, ils conquièrent l'île de Rhodes où ils se transportent pour encore deux siècles.